# Ectopatria mniodes
Ectopatria mniodes là một loài bướm đêm thuộc họ Noctuidae. Nó được tìm thấy ở Lãnh thổ Thủ đô Úc, New South Wales, Bắc Úc và Queensland.